# Équipe du Mexique de football à la Coupe du monde 2022
Cet article relate le parcours de l’équipe du Mexique de football lors de la Coupe du monde de football 2022 organisée au Qatar du 20 novembre au 18 décembre 2022.
Avec une victoire, un match nul et une défaite, le Mexique est éliminé au premier tour de la Coupe du monde. C'est la première fois depuis l'édition de 1978, où lorsqu'elle est qualifiée pour une Coupe du monde, elle ne parvient pas à passer le premier tour.

## Qualifications

### Tour final
| Rang | Équipe     | Pts | J  | G | N | P  | Bp | Bc | Diff |  | Résultats (▼ dom., ► ext.) |     |     |     |     |     |     |     |     |
| ---- | ---------- | --- | -- | - | - | -- | -- | -- | ---- |  | -------------------------- | --- | --- | --- | --- | --- | --- | --- | --- |
| 1    | Canada     | 28  | 14 | 8 | 4 | 2  | 23 | 7  | +16  |  | Canada                     |     | 2-1 | 2-0 | 1-0 | 4-1 | 4-0 | 3-0 | 1-1 |
| 2    | Mexique    | 28  | 14 | 8 | 4 | 2  | 17 | 8  | +9   |  | Mexique                    | 1-1 |     | 0-0 | 0-0 | 1-0 | 2-1 | 2-0 | 3-0 |
| 3    | États-Unis | 25  | 14 | 7 | 4 | 3  | 21 | 10 | +11  |  | États-Unis                 | 1-1 | 2-0 |     | 2-1 | 5-1 | 2-0 | 1-0 | 3-0 |
| 4    | Costa Rica | 25  | 14 | 7 | 4 | 3  | 13 | 8  | +5   |  | Costa Rica                 | 1-0 | 0-1 | 2-0 |     | 1-0 | 1-1 | 2-1 | 2-1 |
| 5    | Panama     | 21  | 14 | 6 | 3 | 5  | 17 | 19 | -2   |  | Panama                     | 1-0 | 1-1 | 1-0 | 0-0 |     | 3-2 | 2-1 | 1-1 |
| 6    | Jamaïque   | 11  | 14 | 2 | 5 | 7  | 12 | 22 | -10  |  | Jamaïque                   | 0-0 | 1-2 | 1-1 | 0-1 | 0-3 |     | 1-1 | 2-1 |
| 7    | Salvador   | 10  | 14 | 2 | 4 | 8  | 8  | 18 | -10  |  | Salvador                   | 0-2 | 0-2 | 0-0 | 1-2 | 1-0 | 1-1 |     | 0-0 |
| 8    | Honduras   | 4   | 14 | 0 | 4 | 10 | 7  | 26 | -19  |  | Honduras                   | 0-2 | 0-1 | 1-4 | 0-0 | 2-3 | 0-2 | 0-2 |     |

| 1er match                          | Mexique                  | 2 - 1   | Jamaïque      |                                                                           |                                                                           |
| 2 septembre 2021 21h00 (UTC−05:00) | Vega 50e · Martin 89e    | (0 - 0) | 65e Nicholson | Stade Azteca, Mexico Spectateurs : 0 (huis clos) Arbitrage : Selvin Brown | Stade Azteca, Mexico Spectateurs : 0 (huis clos) Arbitrage : Selvin Brown |
| 2 septembre 2021 21h00 (UTC−05:00) | Vega 21e · Álvarez 45+3e | Rapport | 21e Burke     | Stade Azteca, Mexico Spectateurs : 0 (huis clos) Arbitrage : Selvin Brown | Stade Azteca, Mexico Spectateurs : 0 (huis clos) Arbitrage : Selvin Brown |

| 2e match                           | Costa Rica                                     | 0 - 1   | Mexique                                   |                                                                        |                                                                        |
| 5 septembre 2021 17h00 (UTC−06:00) |                                                | (0 - 1) | 45+1e (pen.) Pineda                       | Stade national, San José Spectateurs : 3 000 Arbitrage : Ismail Elfath | Stade national, San José Spectateurs : 3 000 Arbitrage : Ismail Elfath |
| 5 septembre 2021 17h00 (UTC−06:00) | Blanco 35e · Calvo 37e · Moya 42e · Guzmán 68e | Rapport | 45+3e Gallardo · 73e Montes · 75e Álvarez | Stade national, San José Spectateurs : 3 000 Arbitrage : Ismail Elfath | Stade national, San José Spectateurs : 3 000 Arbitrage : Ismail Elfath |

| 3e match                           | Panama        | 1 - 1   | Mexique    |                                                                               |                                                                               |
| 8 septembre 2021 19h05 (UTC−05:00) | Blackburn 28e | (1 - 0) | 76e Corona | Stade Rommel Fernández, Panama Spectateurs : 16 000 Arbitrage : Mario Escobar | Stade Rommel Fernández, Panama Spectateurs : 16 000 Arbitrage : Mario Escobar |
| 8 septembre 2021 19h05 (UTC−05:00) | Rapport       |         |            | Stade Rommel Fernández, Panama Spectateurs : 16 000 Arbitrage : Mario Escobar | Stade Rommel Fernández, Panama Spectateurs : 16 000 Arbitrage : Mario Escobar |

| 4e match                         | Mexique     | 1 - 1   | Canada                                                  |                                                                      |                                                                      |
| 7 octobre 2021 20h40 (UTC−05:00) | Sánchez 21e | (1 - 1) | 42e Osorio                                              | Stade Azteca, Mexico Spectateurs : 61 200 Arbitrage : Ismael Cornejo | Stade Azteca, Mexico Spectateurs : 61 200 Arbitrage : Ismael Cornejo |
| 7 octobre 2021 20h40 (UTC−05:00) | Corona 57e  | Rapport | 55e Eustáquio · 57e Laryea · 68e Buchanan · 83e Vitória | Stade Azteca, Mexico Spectateurs : 61 200 Arbitrage : Ismael Cornejo | Stade Azteca, Mexico Spectateurs : 61 200 Arbitrage : Ismael Cornejo |

| 5e match                          | Mexique                                   | 3 - 0   | Honduras                   |                                                                     |                                                                     |
| 10 octobre 2021 18h00 (UTC−05:00) | Cordova 18e · Funes Mori 76e · Lozano 86e | (1 - 0) |                            | Stade Azteca, Mexico Spectateurs : 70 000 Arbitrage : Ismail Elfath | Stade Azteca, Mexico Spectateurs : 70 000 Arbitrage : Ismail Elfath |
| 10 octobre 2021 18h00 (UTC−05:00) | Montes 12e                                | Rapport | 21e Pereira · 45+2e Acosta | Stade Azteca, Mexico Spectateurs : 70 000 Arbitrage : Ismail Elfath | Stade Azteca, Mexico Spectateurs : 70 000 Arbitrage : Ismail Elfath |

| 6e match                          | Salvador                  | 0 - 2   | Mexique                                                 |                                                                             |                                                                             |
| 13 octobre 2021 20h05 (UTC−04:00) |                           | (0 - 1) | 30e Moreno · 90+3e (pen.) Jiménez                       | Stade Cuscatlán, San Salvador Spectateurs : 31 000 Arbitrage : Drew Fischer | Stade Cuscatlán, San Salvador Spectateurs : 31 000 Arbitrage : Drew Fischer |
| 13 octobre 2021 20h05 (UTC−04:00) | Portillo 37e · Jacobo 48e | Rapport | 27e Lozano · 56e, 67e Araujo · 74e Moreno · 78e Jiménez | Stade Cuscatlán, San Salvador Spectateurs : 31 000 Arbitrage : Drew Fischer | Stade Cuscatlán, San Salvador Spectateurs : 31 000 Arbitrage : Drew Fischer |

| 7e match                           | États-Unis                                     | 2 - 0   | Mexique                       |                                                                      |                                                                      |
| 12 novembre 2021 21h10 (UTC−05:00) | Pulisic 74e · McKennie 85e                     | (0 - 0) |                               | TQL Stadium, Cincinnati Spectateurs : 26 000 Arbitrage : Iván Barton | TQL Stadium, Cincinnati Spectateurs : 26 000 Arbitrage : Iván Barton |
| 12 novembre 2021 21h10 (UTC−05:00) | Robinson 59e, 89e · Steffen 68e · McKennie 68e | Rapport | 45+1e Romo · 68e L. Rodríguez | TQL Stadium, Cincinnati Spectateurs : 26 000 Arbitrage : Iván Barton | TQL Stadium, Cincinnati Spectateurs : 26 000 Arbitrage : Iván Barton |

| 8e match                           | Canada          | 2 - 1   | Mexique                          |                                                                                |                                                                                |
| 16 novembre 2021 19h05 (UTC−07:00) | Larin 45+2e 52e | (1 - 0) | 90e Héctor Herrera               | Stade du Commonwealth, Edmonton Spectateurs : 44 212 Arbitrage : Mario Escobar | Stade du Commonwealth, Edmonton Spectateurs : 44 212 Arbitrage : Mario Escobar |
| 16 novembre 2021 19h05 (UTC−07:00) | Henry 13e       | Rapport | 15e Lozano · 90+8e Néstor Araujo | Stade du Commonwealth, Edmonton Spectateurs : 44 212 Arbitrage : Mario Escobar | Stade du Commonwealth, Edmonton Spectateurs : 44 212 Arbitrage : Mario Escobar |

| 9e match                          | Jamaïque    | 1 - 2   | Mexique               |                                                                                    |                                                                                    |
| 27 janvier 2022 19h00 (UTC-05:00) | Johnson 50e | (0 - 0) | 82e Martín · 83e Vega | Independence Park, Kingston Spectateurs : 0 (huis clos) Arbitrage : Ismael Cornejo | Independence Park, Kingston Spectateurs : 0 (huis clos) Arbitrage : Ismael Cornejo |
| 27 janvier 2022 19h00 (UTC-05:00) | Lowe 45+2e  | Rapport |                       | Independence Park, Kingston Spectateurs : 0 (huis clos) Arbitrage : Ismael Cornejo | Independence Park, Kingston Spectateurs : 0 (huis clos) Arbitrage : Ismael Cornejo |

| 10e match                   | Mexique                       | 0 - 0   | Costa Rica                |                                                                      |                                                                      |
| 30 janvier 2022 17h00 UTC-6 |                               | (0 - 0) |                           | Estadio Azteca, Mexico Spectateurs : 2 000 Arbitrage : Said Martínez | Estadio Azteca, Mexico Spectateurs : 2 000 Arbitrage : Said Martínez |
| 30 janvier 2022 17h00 UTC-6 | L. Rodríguez 50e · Moreno 81e | Rapport | 13e Martínez · 39e Fuller | Estadio Azteca, Mexico Spectateurs : 2 000 Arbitrage : Said Martínez | Estadio Azteca, Mexico Spectateurs : 2 000 Arbitrage : Said Martínez |

| 11e match                  | Mexique            | 1 - 0   | Panama                                 |                                                                    |                                                                    |
| 2 février 2022 21h00 UTC-6 | Jiménez 80e (pen.) | (0 - 0) |                                        | Estadio Azteca, Mexico Spectateurs : 2 000 Arbitrage : Iván Barton | Estadio Azteca, Mexico Spectateurs : 2 000 Arbitrage : Iván Barton |
| 2 février 2022 21h00 UTC-6 | Herrera 46e        | Rapport | 89e Davis · 90e Fajardo · 90+1e Cooper | Estadio Azteca, Mexico Spectateurs : 2 000 Arbitrage : Iván Barton | Estadio Azteca, Mexico Spectateurs : 2 000 Arbitrage : Iván Barton |

| 12e match                | Mexique                  | 0 - 0   | États-Unis                          |                                                                       |                                                                       |
| 24 mars 2022 20h00 UTC-6 |                          | (0 - 0) |                                     | Estadio Azteca, Mexico Spectateurs : 47 000 Arbitrage : Mario Escobar | Estadio Azteca, Mexico Spectateurs : 47 000 Arbitrage : Mario Escobar |
| 24 mars 2022 20h00 UTC-6 | Álvarez 21e · Vega 90+1e | Rapport | 9e Robinson · 26e Yedlin · 39e Weah | Estadio Azteca, Mexico Spectateurs : 47 000 Arbitrage : Mario Escobar | Estadio Azteca, Mexico Spectateurs : 47 000 Arbitrage : Mario Escobar |

| 13e match                | Honduras                                  | 0 - 1   | Mexique                   |                                                                                               |                                                                                               |
| 27 mars 2022 17h05 UTC-6 |                                           | (0 - 0) | 70e Álvarez               | Estadio Olímpico Metropolitano, San Pedro Sula Spectateurs : 0 Arbitrage : Armando Villarreal | Estadio Olímpico Metropolitano, San Pedro Sula Spectateurs : 0 Arbitrage : Armando Villarreal |
| 27 mars 2022 17h05 UTC-6 | Arriaga 7e · K. López 69e · Maldonado 75e | Rapport | 29e Herrera · 65e Arteaga | Estadio Olímpico Metropolitano, San Pedro Sula Spectateurs : 0 Arbitrage : Armando Villarreal | Estadio Olímpico Metropolitano, San Pedro Sula Spectateurs : 0 Arbitrage : Armando Villarreal |

| 14e match                | Mexique                         | 2 - 0   | Salvador                                              |                                                  |                                                  |
| 30 mars 2022 19h05 UTC-6 | Antuna 17e · Jiménez 43e (pen.) | (2 - 0) |                                                       | Estadio Azteca, Mexico Arbitrage : Oshane Nation | Estadio Azteca, Mexico Arbitrage : Oshane Nation |
| 30 mars 2022 19h05 UTC-6 | Gutiérrez 90+1e                 | Rapport | 13e Lemus · 31e Henríquez · 63e Hernández · 67e Vigil | Estadio Azteca, Mexico Arbitrage : Oshane Nation | Estadio Azteca, Mexico Arbitrage : Oshane Nation |

## Préparation

### Matchs de préparation à la Coupe du monde
Liste détaillée des matches du Mexique depuis sa qualification à la Coupe du monde :

#### Match amicaux
| 1er match               | Mexique                        | 2 - 1   | Nigeria     |                                              |                                              |
| 29 mai 2022 19h00 UTC-6 | Giménez 12e · Troost-Ekong 56e | (1 - 0) | 54e Dessers | AT&T Stadium, Dallas Arbitrage : José Torres | AT&T Stadium, Dallas Arbitrage : José Torres |
| 29 mai 2022 19h00 UTC-6 | Rapport                        |         |             | AT&T Stadium, Dallas Arbitrage : José Torres | AT&T Stadium, Dallas Arbitrage : José Torres |

| 2e match                | Mexique | 0 - 3   | Uruguay                     |                                                                             |                                                                             |
| 3 juin 2022 19h00 UTC-8 |         | (0 - 1) | 35e Vecino · 46e 54e Cavani | State Farm Stadium, Glendale Spectateurs : 57 735 Arbitrage : Juan Calderón | State Farm Stadium, Glendale Spectateurs : 57 735 Arbitrage : Juan Calderón |
| 3 juin 2022 19h00 UTC-8 | Rapport |         |                             | State Farm Stadium, Glendale Spectateurs : 57 735 Arbitrage : Juan Calderón | State Farm Stadium, Glendale Spectateurs : 57 735 Arbitrage : Juan Calderón |

| 3e match                | Mexique | 0 - 0   | Uruguay |                                                                        |                                                                        |
| 6 juin 2022 18h30 UTC-6 |         | (0 - 0) |         | Soldier Field, Chicago Spectateurs : 61 500 Arbitrage : Oliver Vergara | Soldier Field, Chicago Spectateurs : 61 500 Arbitrage : Oliver Vergara |
| 6 juin 2022 18h30 UTC-6 | Rapport |         |         | Soldier Field, Chicago Spectateurs : 61 500 Arbitrage : Oliver Vergara | Soldier Field, Chicago Spectateurs : 61 500 Arbitrage : Oliver Vergara |

| 4e match                       | Mexique | 0 - 1   | Paraguay     |                                                         |                                                         |
| 1er septembre 2022 21h00 UTC-5 |         | (0 - 0) | 50e González | Mercedes-Benz Stadium, Atlanta Arbitrage : Nima Saghafi | Mercedes-Benz Stadium, Atlanta Arbitrage : Nima Saghafi |
| 1er septembre 2022 21h00 UTC-5 | Rapport |         |              | Mercedes-Benz Stadium, Atlanta Arbitrage : Nima Saghafi | Mercedes-Benz Stadium, Atlanta Arbitrage : Nima Saghafi |

| 5e match                      | Mexique    | 1 - 0   | Pérou |                                                                     |                                                                     |
| 25 septembre 2022 19h00 UTC-8 | Lozano 85e | (0 - 0) |       | Rose Bowl, Los Angeles Spectateurs : 62 729 Arbitrage : Bryan López | Rose Bowl, Los Angeles Spectateurs : 62 729 Arbitrage : Bryan López |
| 25 septembre 2022 19h00 UTC-8 | Rapport    |         |       | Rose Bowl, Los Angeles Spectateurs : 62 729 Arbitrage : Bryan López | Rose Bowl, Los Angeles Spectateurs : 62 729 Arbitrage : Bryan López |

| 6e match                     | Mexique                      | 2 - 3   | Colombie                         |                          |                          |
| 28 septembre 2022 4h00 UTC+1 | Vega 6e (pen.) · Arteaga 29e | (2 - 0) | 49e 52e Sinisterra · 68e Barrios | Arbitrage : Nima Saghafi | Arbitrage : Nima Saghafi |
| 28 septembre 2022 4h00 UTC+1 | Rapport                      |         |                                  | Arbitrage : Nima Saghafi | Arbitrage : Nima Saghafi |

| 7e match                    | Mexique                                                       | 4 - 0   | Irak |                                                                             |                                                                             |
| 9 novembre 2022 21h00 UTC+1 | Vega 4e · Funes Mori 48e · Gallardo 67e · Antuna 90+2e (pen.) | (1 - 0) |      | Stade municipal de Montilivi, Gérone Arbitrage : Guillermo Cuadra Fernández | Stade municipal de Montilivi, Gérone Arbitrage : Guillermo Cuadra Fernández |
| 9 novembre 2022 21h00 UTC+1 | Rapport                                                       |         |      | Stade municipal de Montilivi, Gérone Arbitrage : Guillermo Cuadra Fernández | Stade municipal de Montilivi, Gérone Arbitrage : Guillermo Cuadra Fernández |

| 8e match                     | Mexique | - | Suède |             |             |
| 16 novembre 2022 20h30 UTC+1 |         |   |       | Arbitrage : | Arbitrage : |
| 16 novembre 2022 20h30 UTC+1 | Rapport |   |       | Arbitrage : | Arbitrage : |

#### Ligue des Nations
| 1er match                | Mexique                                      | 3 - 0   | Suriname |                                                 |                                                 |
| 12 juin 2022 21h00 UTC-6 | Reyes 4e · Martín 40e (pen.) · Sánchez 90+4e | (2 - 0) |          | Estadio Corona, Torreón Arbitrage : Iván Barton | Estadio Corona, Torreón Arbitrage : Iván Barton |
| 12 juin 2022 21h00 UTC-6 | Rapport                                      |         |          | Estadio Corona, Torreón Arbitrage : Iván Barton | Estadio Corona, Torreón Arbitrage : Iván Barton |

| 2e match                 | Jamaïque  | 1 - 1   | Mexique    |                                                     |                                                     |
| 15 juin 2022 20h00 UTC-5 | Bailey 4e | (1 - 1) | 45+3e Romo | Independence Park, Kingston Arbitrage : Bryan López | Independence Park, Kingston Arbitrage : Bryan López |
| 15 juin 2022 20h00 UTC-5 | Rapport   |         |            | Independence Park, Kingston Arbitrage : Bryan López | Independence Park, Kingston Arbitrage : Bryan López |

## Effectif
L'effectif du Mexique, est dévoilé le 1er novembre 2022.
| Numéro / Nom       | Numéro / Nom       | Club              | Date de naissance et âge*  | J.              | Buts            |                 |                 |                 |
| Gardiens de but    | Gardiens de but    | Gardiens de but   | Gardiens de but            | Gardiens de but | Gardiens de but | Gardiens de but | Gardiens de but | Gardiens de but |
| ------------------ | ------------------ | ----------------- | -------------------------- | --------------- | --------------- | --------------- | --------------- | --------------- |
| 01                 | Alfredo Talavera   | Juárez            | 18 septembre 1982 (40 ans) | 0               | 0               | 0               | 0               | 0               |
| 12                 | Rodolfo Cota       | León              | 3 juillet 1987 (35 ans)    | 0               | 0               | 0               | 0               | 0               |
| 13                 | Guillermo Ochoa    | América           | 13 juillet 1985 (37 ans)   | 0               | 0               | 0               | 0               | 0               |
| Défenseurs         |                    |                   |                            |                 |                 |                 |                 |                 |
| 02                 | Néstor Araujo      | América           | 29 août 1991 (31 ans)      | 0               | 0               | 0               | 0               | 0               |
| 03                 | César Montes       | Monterrey         | 24 février 1997 (25 ans)   | 0               | 0               | 0               | 0               | 0               |
| 04                 | Edson Álvarez      | Ajax              | 24 octobre 1997 (25 ans)   | 0               | 0               | 0               | 0               | 0               |
| 05                 | Johan Vásquez      | Cremonese         | 22 octobre 1998 (24 ans)   | 0               | 0               | 0               | 0               | 0               |
| 06                 | Gerardo Arteaga    | Genk              | 7 septembre 1998 (24 ans)  | 0               | 0               | 0               | 0               | 0               |
| 15                 | Héctor Moreno      | Monterrey         | 17 janvier 1988 (34 ans)   | 0               | 0               | 0               | 0               | 0               |
| 19                 | Jorge Sánchez      | Ajax              | 10 décembre 1997 (24 ans)  | 0               | 0               | 0               | 0               | 0               |
| 23                 | Jesús Gallardo     | Monterrey         | 15 août 1994 (28 ans)      | 0               | 0               | 0               | 0               | 0               |
| 26                 | Kevin Álvarez      | Pachuca           | 15 janvier 1999 (23 ans)   | 0               | 0               | 0               | 0               | 0               |
| Milieux de terrain |                    |                   |                            |                 |                 |                 |                 |                 |
| 07                 | Luis Romo          | Monterrey         | 5 juin 1995 (27 ans)       | 0               | 0               | 0               | 0               | 0               |
| 08                 | Carlos Rodríguez   | Cruz Azul         | 3 janvier 1997 (25 ans)    | 0               | 0               | 0               | 0               | 0               |
| 14                 | Érick Gutiérrez    | PSV               | 15 juin 1995 (27 ans)      | 0               | 0               | 0               | 0               | 0               |
| 16                 | Héctor Herrera     | Dynamo de Houston | 19 avril 1990 (32 ans)     | 0               | 0               | 0               | 0               | 0               |
| 18                 | Andrés Guardado    | Betis             | 28 septembre 1986 (36 ans) | 0               | 0               | 0               | 0               | 0               |
| 24                 | Luis Chávez        | Pachuca           | 15 janvier 1996 (26 ans)   | 0               | 0               | 0               | 0               | 0               |
| Attaquants         |                    |                   |                            |                 |                 |                 |                 |                 |
| 09                 | Raúl Jiménez       | Wolverhampton     | 5 mai 1991 (31 ans)        | 0               | 0               | 0               | 0               | 0               |
| 10                 | Alexis Vega        | CD Guadalajara    | 25 novembre 1997 (24 ans)  | 0               | 0               | 0               | 0               | 0               |
| 11                 | Rogelio Funes Mori | Monterrey         | 5 mars 1991 (31 ans)       | 0               | 0               | 0               | 0               | 0               |
| 17                 | Orbelín Pineda     | AEK Athènes       | 24 mars 1996 (26 ans)      | 0               | 0               | 0               | 0               | 0               |
| 20                 | Henry Martín       | Club América      | 18 novembre 1992 (30 ans)  | 0               | 0               | 0               | 0               | 0               |
| 21                 | Uriel Antuna       | Cruz Azul         | 21 août 1997 (25 ans)      | 0               | 0               | 0               | 0               | 0               |
| 22                 | Hirving Lozano     | Napoli            | 30 juillet 1995 (27 ans)   | 0               | 0               | 0               | 0               | 0               |
| 25                 | Roberto Alvarado   | CD Guadalajara    | 7 septembre 1998 (24 ans)  | 0               | 0               | 0               | 0               | 0               |
| Sélectionneur      |                    |                   |                            |                 |                 |                 |                 |                 |
|                    | Gerardo Martino    |                   | 20 novembre 1962 (60 ans)  |                 |                 |                 |                 |                 |

* NB : Les âges sont calculés au début de la Coupe du monde 2022, le 20 novembre 2022.

## Compétition

### Premier tour
|   | Équipe          | Pts | J | G | N | P | Bp | Bc | Diff |
| 1 | Argentine       | 6   | 3 | 2 | 0 | 1 | 5  | 2  | +3   |
| 2 | Pologne         | 4   | 3 | 1 | 1 | 1 | 2  | 2  | 0    |
| 3 | Mexique         | 4   | 3 | 1 | 1 | 1 | 2  | 3  | -1   |
| 4 | Arabie saoudite | 3   | 3 | 1 | 0 | 2 | 3  | 5  | -2   |

| 8  | 22 novembre 2022 | Argentine       | 1 - 2 | Arabie saoudite |
| 7  | 22 novembre 2022 | Mexique         | 0 - 0 | Pologne         |
| 22 | 26 novembre 2022 | Pologne         | 2 - 0 | Arabie saoudite |
| 24 | 26 novembre 2022 | Argentine       | 2 - 0 | Mexique         |
| 39 | 30 novembre 2022 | Pologne         | 0 - 2 | Argentine       |
| 40 | 30 novembre 2022 | Arabie saoudite | 1 - 2 | Mexique         |

#### Mexique - Pologne
| Match 7                                                      | Mexique | 0 - 0   | Pologne | Stade 974, Doha                                                          |                                                                          |
| 22 novembre 2022 · 19:00 (UTC+3) · Historique des rencontres |         | (0 - 0) |         | Spectateurs : 39 369 Arbitrage : Chris Beath Arbitre vidéo : Shaun Evans | Spectateurs : 39 369 Arbitrage : Chris Beath Arbitre vidéo : Shaun Evans |
| 22 novembre 2022 · 19:00 (UTC+3) · Historique des rencontres | Rapport |         |         | Spectateurs : 39 369 Arbitrage : Chris Beath Arbitre vidéo : Shaun Evans | Spectateurs : 39 369 Arbitrage : Chris Beath Arbitre vidéo : Shaun Evans |

| Mexique | Pologne |

| MEXIQUE :       |    |                          |     |     |
|                 |    |                          |     |     |
| Gardien de but  | 13 | Guillermo Ochoa          |     |     |
|                 | 23 | Jesús Gallardo           |     |     |
|                 | 15 | Héctor Moreno            | 56e |     |
|                 | 03 | César Montes             |     |     |
|                 | 19 | Jorge Sánchez            | 29e |     |
|                 | 24 | Luis Chávez              |     |     |
|                 | 04 | Edson Álvarez            |     |     |
|                 | 16 | Héctor Herrera           |     | 71e |
|                 | 10 | Alexis Vega              |     | 84e |
|                 | 20 | Henry Martín             |     | 71e |
|                 | 22 | Hirving Lozano           |     |     |
| Remplaçants :   |    |                          |     |     |
|                 | 08 | Carlos Alberto Rodríguez |     | 71e |
|                 | 09 | Raúl Jiménez             |     | 71e |
|                 | 21 | Uriel Antuna             |     | 84e |
| Sélectionneur : |    |                          |     |     |
| Gerardo Martino |    |                          |     |     |

| POLOGNE :           |    |                       |     |     |
|                     |    |                       |     |     |
| Gardien de but      | 01 | Wojciech Szczęsny     |     |     |
|                     | 02 | Matty Cash            |     |     |
|                     | 14 | Jakub Kiwior          |     |     |
|                     | 15 | Kamil Glik            |     |     |
|                     | 18 | Bartosz Bereszyński   |     |     |
|                     | 21 | Nicola Zalewski       |     | 46e |
|                     | 19 | Sebastian Szymański   |     | 71e |
|                     | 10 | Grzegorz Krychowiak   |     |     |
|                     | 13 | Jakub Kamiński        |     |     |
|                     | 09 | Robert Lewandowski    |     |     |
|                     | 20 | Piotr Zieliński       |     | 87e |
| Remplaçants :       |    |                       |     |     |
|                     | 06 | Krystian Bielik       |     | 46e |
|                     | 24 | Przemysław Frankowski | 76e | 71e |
|                     | 07 | Arkadiusz Milik       |     | 87e |
| Sélectionneur :     |    |                       |     |     |
| Czesław Michniewicz |    |                       |     |     |

| Assistants : Anton Shchetinin Ashley Beecham Quatrième arbitre : Stéphanie Frappart Assistants arbitre vidéo : Nicolás Gallo Martín Soppi Juan Soto Homme du Match : Guillermo Ochoa |

#### Argentine - Mexique
| Match 24                                                     | Argentine                                      | 2 - 0   | Mexique | Stade de Lusail, Lusail                                                             |                                                                                     |
| 26 novembre 2022 · 22:00 (UTC+3) · Historique des rencontres | ( Di María) Messi 64e · ( Messi) Fernández 87e | (0 - 0) |         | Spectateurs : 88 966 Arbitrage : Daniele Orsato Arbitre vidéo : Massimiliano Irrati | Spectateurs : 88 966 Arbitrage : Daniele Orsato Arbitre vidéo : Massimiliano Irrati |
| 26 novembre 2022 · 22:00 (UTC+3) · Historique des rencontres | Rapport                                        |         |         | Spectateurs : 88 966 Arbitrage : Daniele Orsato Arbitre vidéo : Massimiliano Irrati | Spectateurs : 88 966 Arbitrage : Daniele Orsato Arbitre vidéo : Massimiliano Irrati |

| Argentine | Mexique |

| ARGENTINE :     |    |                     |     |     |
|                 |    |                     |     |     |
| Gardien de but  | 23 | Emiliano Martínez   |     |     |
|                 | 08 | Marcos Acuña        |     |     |
|                 | 25 | Lisandro Martínez   |     |     |
|                 | 19 | Nicolás Otamendi    |     |     |
|                 | 04 | Gonzalo Montiel     | 43e | 63e |
|                 | 20 | Alexis Mac Allister |     | 69e |
|                 | 18 | Guido Rodríguez     |     | 57e |
|                 | 07 | Rodrigo De Paul     |     |     |
|                 | 11 | Ángel Di María      |     | 69e |
|                 | 22 | Lautaro Martínez    |     | 63e |
|                 | 10 | Lionel Messi        |     |     |
| Remplaçants :   |    |                     |     |     |
|                 | 24 | Enzo Fernández      |     | 57e |
|                 | 09 | Julián Álvarez      |     | 63e |
|                 | 26 | Nahuel Molina       |     | 63e |
|                 | 14 | Exequiel Palacios   |     | 69e |
|                 | 13 | Cristian Romero     |     | 69e |
| Sélectionneur : |    |                     |     |     |
| Lionel Scaloni  |    |                     |     |     |

| MEXIQUE :       |    |                  |     |     |
|                 |    |                  |     |     |
| Gardien de but  | 13 | Guillermo Ochoa  |     |     |
|                 | 23 | Jesús Gallardo   |     |     |
|                 | 15 | Héctor Moreno    |     |     |
|                 | 03 | César Montes     |     |     |
|                 | 02 | Néstor Araujo    | 22e |     |
|                 | 26 | Kevin Álvarez    |     | 66e |
|                 | 24 | Luis Chávez      |     |     |
|                 | 18 | Andrés Guardado  |     | 42e |
|                 | 16 | Héctor Herrera   | 66e |     |
|                 | 10 | Alexis Vega      |     | 66e |
|                 | 22 | Hirving Lozano   |     | 73e |
| Remplaçants :   |    |                  |     |     |
|                 | 14 | Érick Gutiérrez  | 50e | 42e |
|                 | 21 | Uriel Antuna     |     | 66e |
|                 | 09 | Raúl Jiménez     |     | 66e |
|                 | 25 | Roberto Alvarado | 89e | 73e |
| Sélectionneur : |    |                  |     |     |
| Gerardo Martino |    |                  |     |     |

| Assistants : Ciro Carbone Alessandro Giallatini Quatrième arbitre : István Kovács Assistants arbitre vidéo : Paolo Valeri Roberto Díaz Pérez del Palomar Jérôme Brisard Homme du Match : Lionel Messi |

#### Arabie saoudite - Mexique
| Match 40                                                     | Arabie saoudite                | 1 - 2   | Mexique                           | Stade de Lusail, Lusail                                                             |                                                                                     |
| 30 novembre 2022 · 22:00 (UTC+3) · Historique des rencontres | ( Bahebri) S. Al-Dawsari 90+5e | (0 - 0) | 47e Martín (Montes ) · 52e Chávez | Spectateurs : 84 985 Arbitrage : Michael Oliver Arbitre vidéo : Massimiliano Irrati | Spectateurs : 84 985 Arbitrage : Michael Oliver Arbitre vidéo : Massimiliano Irrati |
| 30 novembre 2022 · 22:00 (UTC+3) · Historique des rencontres | Rapport                        |         |                                   | Spectateurs : 84 985 Arbitrage : Michael Oliver Arbitre vidéo : Massimiliano Irrati | Spectateurs : 84 985 Arbitrage : Michael Oliver Arbitre vidéo : Massimiliano Irrati |

| Arabie saoudite | Mexique |

| ARABIE SAOUDITE : |    |                      |       |     |
|                   |    |                      |       |     |
| Gardien de but    | 21 | Mohammed Al-Owais    |       |     |
|                   | 04 | Abdulelah Al-Amri    | 90+1e |     |
|                   | 05 | Ali Al-Bulaihi       |       | 37e |
|                   | 17 | Hassan Al-Tambakti   | 52e   |     |
|                   | 02 | Sultan Al-Ghanam     |       | 88e |
|                   | 23 | Mohamed Kanno        |       |     |
|                   | 15 | Ali Al-Hassan        | 34e   | 46e |
|                   | 12 | Saud Abdulhamid      |       |     |
|                   | 10 | Salem Al-Dawsari     |       |     |
|                   | 11 | Saleh Al-Shehri      | 28e   | 62e |
|                   | 09 | Firas Al-Buraikan    |       |     |
| Remplaçants :     |    |                      |       |     |
|                   | 26 | Riyadh Sharahili     |       | 37e |
|                   | 03 | Abdullah Madu        | 81e   | 46e |
|                   | 20 | Abdulrahman Al-Aboud |       | 62e |
|                   | 19 | Hattan Bahebri       | 90+7e | 88e |
| Sélectionneur :   |    |                      |       |     |
| Hervé Renard      |    |                      |       |     |

| MEXIQUE :       |    |                          |     |     |
|                 |    |                          |     |     |
| Gardien de but  | 13 | Guillermo Ochoa          |     |     |
|                 | 23 | Jesús Gallardo           |     |     |
|                 | 15 | Héctor Moreno            |     |     |
|                 | 03 | César Montes             |     |     |
|                 | 19 | Jorge Sánchez            |     | 86e |
|                 | 04 | Edson Álvarez            | 16e | 86e |
|                 | 24 | Luis Chávez              |     |     |
|                 | 17 | Orbelín Pineda           |     | 77e |
|                 | 10 | Alexis Vega              |     | 46e |
|                 | 20 | Henry Martín             |     | 77e |
|                 | 22 | Hirving Lozano           |     |     |
| Remplaçants :   |    |                          |     |     |
|                 | 21 | Uriel Antuna             |     | 46e |
|                 | 09 | Raúl Jiménez             |     | 77e |
|                 | 08 | Carlos Alberto Rodríguez |     | 77e |
|                 | 26 | Kevin Álvarez            |     | 86e |
|                 | 11 | Rogelio Funes Mori       |     | 86e |
| Sélectionneur : |    |                          |     |     |
| Gerardo Martino |    |                          |     |     |

| Assistants : Stuart Burt Simon Bennett Quatrième arbitre : István Kovács Assistants arbitre vidéo : Paolo Valeri Alessandro Giallatini Alejandro Hernández Hernández Homme du Match : Luis Chávez |

## Statistiques

### Temps de jeu
| Joueur             | |    |    | TT | But inscrit | Passe décisive | MJ | MT | Légende |
| ------------------ | --- | -- | -- | -- | ----------- | -------------- | -- | -- | ------- |
| Gardiens           | Abréviations et symboles : · TT : Total de minutes jouées · MJ : Nombre de matchs joués · MT : Matchs joués en tant que titulaire · : but · : passe décisive · : joueur entré · : joueur remplacé · : capitaine · : carton jaune · : carton rouge · |    |    |    |             |                |    |    |         |
| Rodolfo Cota       | Abréviations et symboles : · TT : Total de minutes jouées · MJ : Nombre de matchs joués · MT : Matchs joués en tant que titulaire · : but · : passe décisive · : joueur entré · : joueur remplacé · : capitaine · : carton jaune · : carton rouge · | -  | -  | -  | -           | -              | -  | -  | -       |
| Guillermo Ochoa    | Abréviations et symboles : · TT : Total de minutes jouées · MJ : Nombre de matchs joués · MT : Matchs joués en tant que titulaire · : but · : passe décisive · : joueur entré · : joueur remplacé · : capitaine · : carton jaune · : carton rouge · | 90 | 90 | 90 | 270         | -              | -  | 3  | 3       |
| Alfredo Talavera   | Abréviations et symboles : · TT : Total de minutes jouées · MJ : Nombre de matchs joués · MT : Matchs joués en tant que titulaire · : but · : passe décisive · : joueur entré · : joueur remplacé · : capitaine · : carton jaune · : carton rouge · | -  | -  | -  | -           | -              | -  | -  | -       |
| Défenseurs         | Abréviations et symboles : · TT : Total de minutes jouées · MJ : Nombre de matchs joués · MT : Matchs joués en tant que titulaire · : but · : passe décisive · : joueur entré · : joueur remplacé · : capitaine · : carton jaune · : carton rouge · |    |    |    |             |                |    |    |         |
| Edson Álvarez      | Abréviations et symboles : · TT : Total de minutes jouées · MJ : Nombre de matchs joués · MT : Matchs joués en tant que titulaire · : but · : passe décisive · : joueur entré · : joueur remplacé · : capitaine · : carton jaune · : carton rouge · | 90 | -  | 86 | 176         | -              | -  | 2  | 2       |
| Kevin Álvarez      | Abréviations et symboles : · TT : Total de minutes jouées · MJ : Nombre de matchs joués · MT : Matchs joués en tant que titulaire · : but · : passe décisive · : joueur entré · : joueur remplacé · : capitaine · : carton jaune · : carton rouge · | -  | 66 | 4  | 70          | -              | -  | 2  | 1       |
| Néstor Araujo      | Abréviations et symboles : · TT : Total de minutes jouées · MJ : Nombre de matchs joués · MT : Matchs joués en tant que titulaire · : but · : passe décisive · : joueur entré · : joueur remplacé · : capitaine · : carton jaune · : carton rouge · | -  | 90 | -  | 90          | -              | -  | 1  | 1       |
| Gerardo Arteaga    | Abréviations et symboles : · TT : Total de minutes jouées · MJ : Nombre de matchs joués · MT : Matchs joués en tant que titulaire · : but · : passe décisive · : joueur entré · : joueur remplacé · : capitaine · : carton jaune · : carton rouge · | -  | -  | -  | -           | -              | -  | -  | -       |
| Jesús Gallardo     | Abréviations et symboles : · TT : Total de minutes jouées · MJ : Nombre de matchs joués · MT : Matchs joués en tant que titulaire · : but · : passe décisive · : joueur entré · : joueur remplacé · : capitaine · : carton jaune · : carton rouge · | 90 | 90 | 90 | 270         | -              | -  | 3  | 3       |
| César Montes       | Abréviations et symboles : · TT : Total de minutes jouées · MJ : Nombre de matchs joués · MT : Matchs joués en tant que titulaire · : but · : passe décisive · : joueur entré · : joueur remplacé · : capitaine · : carton jaune · : carton rouge · | 90 | 90 | 90 | 270         | -              | 1  | 3  | 3       |
| Héctor Moreno      | Abréviations et symboles : · TT : Total de minutes jouées · MJ : Nombre de matchs joués · MT : Matchs joués en tant que titulaire · : but · : passe décisive · : joueur entré · : joueur remplacé · : capitaine · : carton jaune · : carton rouge · | 90 | 90 | 90 | 270         | -              | -  | 3  | 3       |
| Jorge Sánchez      | Abréviations et symboles : · TT : Total de minutes jouées · MJ : Nombre de matchs joués · MT : Matchs joués en tant que titulaire · : but · : passe décisive · : joueur entré · : joueur remplacé · : capitaine · : carton jaune · : carton rouge · | 90 | -  | 86 | 176         | -              | -  | 2  | 2       |
| Johan Vásquez      | Abréviations et symboles : · TT : Total de minutes jouées · MJ : Nombre de matchs joués · MT : Matchs joués en tant que titulaire · : but · : passe décisive · : joueur entré · : joueur remplacé · : capitaine · : carton jaune · : carton rouge · | -  | -  | -  | -           | -              | -  | -  | -       |
| Milieux            | Abréviations et symboles : · TT : Total de minutes jouées · MJ : Nombre de matchs joués · MT : Matchs joués en tant que titulaire · : but · : passe décisive · : joueur entré · : joueur remplacé · : capitaine · : carton jaune · : carton rouge · |    |    |    |             |                |    |    |         |
| Luis Chávez        | Abréviations et symboles : · TT : Total de minutes jouées · MJ : Nombre de matchs joués · MT : Matchs joués en tant que titulaire · : but · : passe décisive · : joueur entré · : joueur remplacé · : capitaine · : carton jaune · : carton rouge · | 90 | 90 | 90 | 270         | 1              | -  | 3  | 3       |
| Andrés Guardado    | Abréviations et symboles : · TT : Total de minutes jouées · MJ : Nombre de matchs joués · MT : Matchs joués en tant que titulaire · : but · : passe décisive · : joueur entré · : joueur remplacé · : capitaine · : carton jaune · : carton rouge · | -  | 42 | -  | 42          | -              | -  | 1  | 1       |
| Érick Gutiérrez    | Abréviations et symboles : · TT : Total de minutes jouées · MJ : Nombre de matchs joués · MT : Matchs joués en tant que titulaire · : but · : passe décisive · : joueur entré · : joueur remplacé · : capitaine · : carton jaune · : carton rouge · | -  | 48 | -  | 48          | -              | -  | 1  | -       |
| Héctor Herrera     | Abréviations et symboles : · TT : Total de minutes jouées · MJ : Nombre de matchs joués · MT : Matchs joués en tant que titulaire · : but · : passe décisive · : joueur entré · : joueur remplacé · : capitaine · : carton jaune · : carton rouge · | 71 | 90 | -  | 161         | -              | -  | 2  | 2       |
| Carlos Rodríguez   | Abréviations et symboles : · TT : Total de minutes jouées · MJ : Nombre de matchs joués · MT : Matchs joués en tant que titulaire · : but · : passe décisive · : joueur entré · : joueur remplacé · : capitaine · : carton jaune · : carton rouge · | 19 | -  | 13 | 32          | -              | -  | 2  | -       |
| Luis Romo          | Abréviations et symboles : · TT : Total de minutes jouées · MJ : Nombre de matchs joués · MT : Matchs joués en tant que titulaire · : but · : passe décisive · : joueur entré · : joueur remplacé · : capitaine · : carton jaune · : carton rouge · | -  | -  | -  | -           | -              | -  | -  | -       |
| Attaquants         | Abréviations et symboles : · TT : Total de minutes jouées · MJ : Nombre de matchs joués · MT : Matchs joués en tant que titulaire · : but · : passe décisive · : joueur entré · : joueur remplacé · : capitaine · : carton jaune · : carton rouge · |    |    |    |             |                |    |    |         |
| Roberto Alvarado   | Abréviations et symboles : · TT : Total de minutes jouées · MJ : Nombre de matchs joués · MT : Matchs joués en tant que titulaire · : but · : passe décisive · : joueur entré · : joueur remplacé · : capitaine · : carton jaune · : carton rouge · | -  | 17 | -  | 17          | -              | -  | 1  | -       |
| Uriel Antuna       | Abréviations et symboles : · TT : Total de minutes jouées · MJ : Nombre de matchs joués · MT : Matchs joués en tant que titulaire · : but · : passe décisive · : joueur entré · : joueur remplacé · : capitaine · : carton jaune · : carton rouge · | 6  | 24 | 44 | 74          | -              | -  | 3  | -       |
| Rogelio Funes Mori | Abréviations et symboles : · TT : Total de minutes jouées · MJ : Nombre de matchs joués · MT : Matchs joués en tant que titulaire · : but · : passe décisive · : joueur entré · : joueur remplacé · : capitaine · : carton jaune · : carton rouge · | -  | -  | 4  | 4           | -              | -  | 1  | -       |
| Raúl Jiménez       | Abréviations et symboles : · TT : Total de minutes jouées · MJ : Nombre de matchs joués · MT : Matchs joués en tant que titulaire · : but · : passe décisive · : joueur entré · : joueur remplacé · : capitaine · : carton jaune · : carton rouge · | 19 | 24 | 13 | 56          | -              | -  | 3  | -       |
| Hirving Lozano     | Abréviations et symboles : · TT : Total de minutes jouées · MJ : Nombre de matchs joués · MT : Matchs joués en tant que titulaire · : but · : passe décisive · : joueur entré · : joueur remplacé · : capitaine · : carton jaune · : carton rouge · | 90 | 73 | 90 | 253         | -              | -  | 3  | 3       |
| Henry Martín       | Abréviations et symboles : · TT : Total de minutes jouées · MJ : Nombre de matchs joués · MT : Matchs joués en tant que titulaire · : but · : passe décisive · : joueur entré · : joueur remplacé · : capitaine · : carton jaune · : carton rouge · | 71 | -  | 77 | 148         | 1              | -  | 2  | 2       |
| Orbelín Pineda     | Abréviations et symboles : · TT : Total de minutes jouées · MJ : Nombre de matchs joués · MT : Matchs joués en tant que titulaire · : but · : passe décisive · : joueur entré · : joueur remplacé · : capitaine · : carton jaune · : carton rouge · | -  | -  | 77 | 77          | -              | -  | 1  | 1       |
| Alexis Vega        | Abréviations et symboles : · TT : Total de minutes jouées · MJ : Nombre de matchs joués · MT : Matchs joués en tant que titulaire · : but · : passe décisive · : joueur entré · : joueur remplacé · : capitaine · : carton jaune · : carton rouge · | 84 | 66 | 46 | 196         | -              | -  | 3  | 3       |
| Total              | Abréviations et symboles : · TT : Total de minutes jouées · MJ : Nombre de matchs joués · MT : Matchs joués en tant que titulaire · : but · : passe décisive · : joueur entré · : joueur remplacé · : capitaine · : carton jaune · : carton rouge · |    |    |    |             |                |    |    |         |
| Équipe du Mexique  | Abréviations et symboles : · TT : Total de minutes jouées · MJ : Nombre de matchs joués · MT : Matchs joués en tant que titulaire · : but · : passe décisive · : joueur entré · : joueur remplacé · : capitaine · : carton jaune · : carton rouge · | 90 | 90 | 90 | 270         | 2              | 1  | 3  | -       |

| Buts | Joueurs      | Adversaires     |
| ---- | ------------ | --------------- |
| 1    | Luis Chávez  | Arabie saoudite |
| 1    | Henry Martín | Arabie saoudite |

| Passes | Joueurs      | Adversaires     |
| ------ | ------------ | --------------- |
| 1      | César Montes | Arabie saoudite |